# Glycoluril
Glycoluril ist ein bicyclisches Kondensationsprodukt aus einem Molekül Glyoxal und zwei Molekülen Harnstoff und fällt als geruchloses weißes Pulver an. Starke intermolekulare Wasserstoffbrücken bedingen den hohen Schmelzpunkt von ca. 300 °C, bei dem sich Glycoluril zersetzt. Glycoluril ist der Grundbaustein für die macrocyclischen, käfigartigen Cucurbiturile, die wie die ähnlich gebauten Cyclodextrine und Calixarene kleine Moleküle in ihren Hohlraum aufnehmen können.

## Gewinnung und Darstellung
Glycoluril kann durch Natriumamalgam-Reduktion von Allantoin erhalten werden.  In industriellem Maßstab wird Glycoluril durch Reaktion von 40%igem wässrigen Glyoxal mit Harnstoff in ca. 90%iger Ausbeute hergestellt.

## Chemische Eigenschaften
Die vier amidartigen und daher aziden Wasserstoffatome des Glycolurils sind einer Reihe von chemischen Reaktionen zugänglich, wie z. B. der Substitution durch Halogene oder der Umsetzung mit Formaldehyd.

## Verwendung
Glycoluril dient als Ausgangsstoff für Tetrachlor- und Tetrabromglycoluril, die als Biozide in der Wasserbehandlung, zur Schwimmbaddesinfektion und als Verstärker für Schleimbekämpfungsmittel in der Papier- und Pappeherstellung eingesetzt werden.
Glycoluril wurde als Stickstoffdünger mit verzögerter N-Freisetzung diskutiert, hat wegen zu hoher Kosten aber keine Verbreitung gefunden.
Glycoluril wird mit überschüssigem Formaldehyd zum Tetramethylolglycoluril umgesetzt, das verzögert Formaldehyd freisetzt und daher als Biozid in wasserbasierten Lacken, in Flüssigwaschmitteln und in Pflege- und Reinigungsmitteln (in Konzentrationen von 0,1 %) eingesetzt wird. Außerdem findet es Verwendung als Vernetzer für hydroxygruppenhaltige Polymere, als industrielles Fungizid und als Beschleuniger in Zementen.
Aus Glycoluril entsteht durch Umsetzung mit Acetanhydrid Tetraacetylglycoluril (TAGU), das wegen zu langsamer Bioabbaubarkeit als Bleichaktivator für Natriumpercarbonat in festen Waschmittelzubereitungen keine weite Verbreitung gefunden hat.
Die Reaktion mit Nitriersäure führt zu dem Sprengstoff Tetranitroglycoluril (TNGU, Sorguyl).